# Grindhouse
Grindhouse es una película  estadounidense de terror hablada en inglés dirigida por Robert Rodriguez, Eli Roth y Quentin Tarantino, estrenada el 6 de abril de 2007 en Estados Unidos y que consta de dos partes, Planet Terror y Death Proof, y también cuenta con unos tráileres falsos que unen la película.
La película es un marcado homenaje a las películas de la década de los 70 (principalmente), pertenecientes al género denominado grindhouse (surgido en Estados Unidos) que, por metonimia, se refiere a las salas de cine que proyectaban películas gore y de serie Z (cine exploitation), habitualmente en sesiones dobles y en pésimas condiciones y, también, al género cinematográfico.

## Comentarios

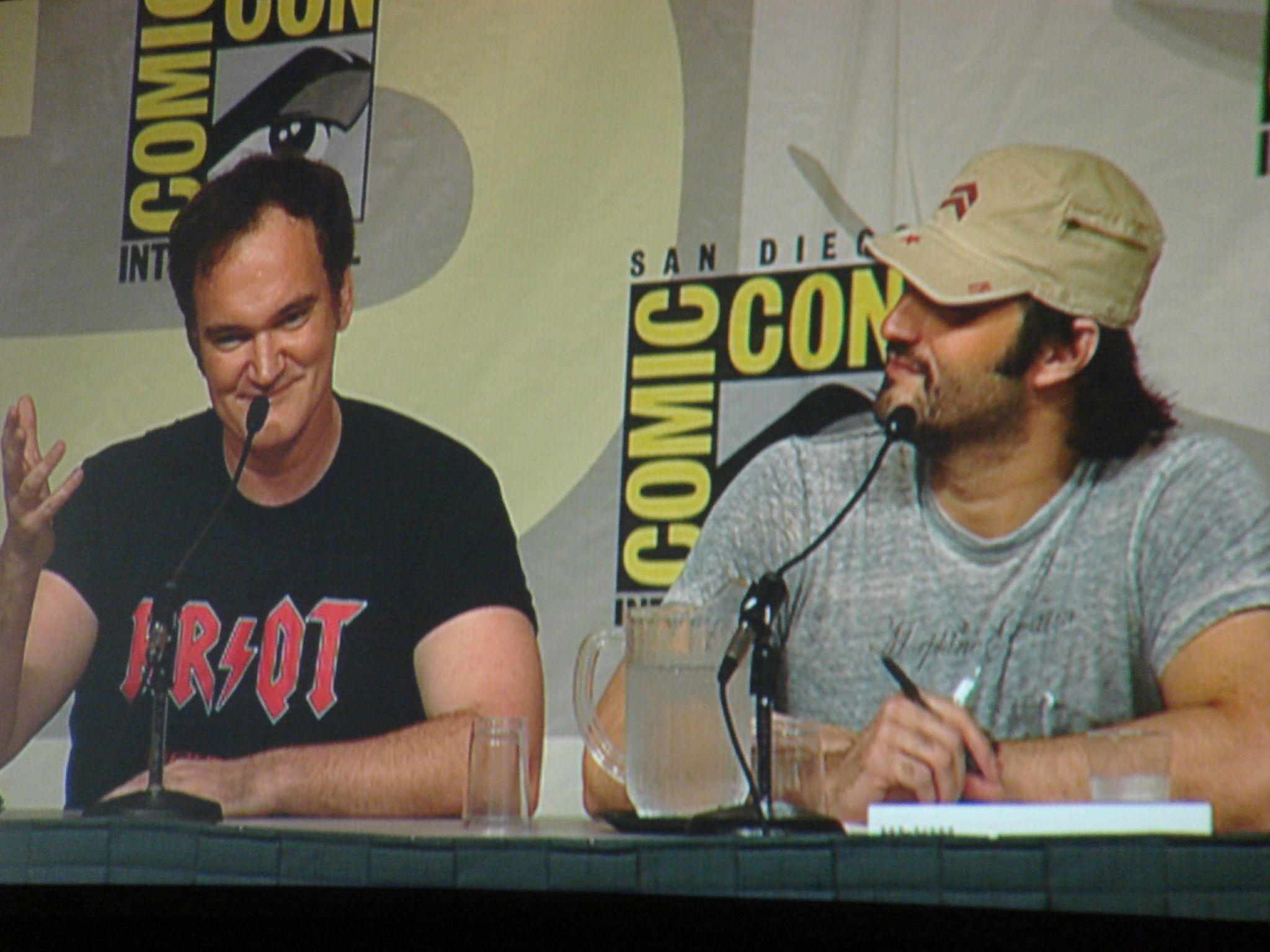
Tarantino y Robert Rodriguez en la San Diego Comic-Con 2006.

La duración total es de 191 minutos entre las dos partes, incluyendo un interludio entre las dos películas en el que se incluirían falsos tráileres homenajeando el cine de serie B que da título a la película. Dichos tráileres consistirían en un homenaje a la blaxploitation, otro al western italiano, un tráiler de sexploitation al estilo Jess Franco, otro de kung fu y uno confirmado, que se vio en el Scream Award y titulado 'Machete', protagonizado por Danny Trejo y dirigido por el propio Robert Rodriguez. Machete es la historia de un mercenario mexicano, que cae en una trampa y después de casi perder la vida comienza su venganza. El siguiente tráiler lo dirigió Eli Roth, lleva por títuloThanksgivin y muestra a un asesino que comete sus asesinatos en un pequeño pueblo de Estados Unidos durante el Día de Acción de Gracias que se celebra en ese país. El dirigido por Edgar Wright, que lleva por título Don't, muestra algunas cosas que no debes hacer porque si las haces te arriesgas a morir; y, por último, el de Rob Zombie, titulado Werewolf women of the S.S., muestra cómo un experimento llevado a cabo con mujeres durante la Segunda Guerra Mundial para crear un super-ejército las convierte en mujeres lobo. En este corto participan la esposa de Rob Zombie, Sheri Moon Zombie, y como un favor especial aparece Nicolas Cage.

## Planet Terror
Escrita y dirigida por Robert Rodriguez (Sin City, From Dusk Till Dawn), es una película de zombis que guarda cierta semejanza con El amanecer de los muertos de George A. Romero y que cuenta  con actores como Josh Brolin y Michael Parks. De modo menos importante, aparecerán Bruce Willis, Michael Biehn y Quentin Tarantino. También es un homenaje al cine del director John Carpenter ya que, al parecer, la primera doble sesión que presenció el propio Rodriguez incluía la película La cosa, de dicho director.
Se destaca la brillante actuación de Rose McGowan en el papel de Cherry y de Freddy Rodríguez como Wray, demostrando su faceta de héroe de acción.

## Death Proof
Dirigida por Quentin Tarantino (Kill Bill, Pulp Fiction), Death Proof es un título slasher como lo fue La matanza de Texas de Tobe Hooper o la mayoría de películas de terror de los años 80. Sin embargo, no es un título al uso de este género, ya que el protagonista no lleva ninguna de las máscaras habituales en la iconografía de este tipo de títulos sino que su cara está siempre descubierta y su arma es un coche. Cuenta con actores como Kurt Russell (1997: Rescate en Nueva York) que interpreta a Stuntman Mike, el asesino, Rosario Dawson (La última noche), Sydney Tamiia Poitier (Ejecución inminente), Zoë Bell ("doble" especialista en Kill Bill y Catwoman) y Rose McGowan (Embrujadas). La película hace varios homenajes a películas como Bullit (1968) y numerosos autohomenajes, además de corresponder a varios fetiches de Quentin Tarantino como suele ser habitual en sus películas, entre ellos, los muscle cars o los pies femeninos.

## Tráileres falsos
Se realizaron varios tráileres de películas ficticias para integrarlos antes de cada segmento: 
- Machete, dirigido por Robert Rodriguez y usado en 2010 como base para la película del mismo nombre y director.
- Werewolf Women of the SS (Mujeres lobo de las SS), inspirado en películas del género nazisploitation como Ilsa la loba de las SS, fue dirigido por Rob Zombie y protagonizado por Udo Kier, Tom Towles (Henry, retrato de un asesino) y Nicolas Cage como Fu Manchú.
- Don't (No) dirigido por Edgar Wright e inspirado en el cine de terror británico de los años 70 como las cintas de la Hammer Productions.
- Thanksgiving (Acción de gracias) dirigido por Eli Roth como el tráiler de una película slasher coprotagonizada por Michael Biehn. El tráiler incluye temas musicales extraídos de la película Creepshow. En 2023 es convertida en película por el mismo director.
- Hobo with a Shotgun (Vagabundo con una escopeta) dirigido por Jason Eisener, John Davies y Rob Cotterill. Se proyectó principalmente en Canadá y, al igual que Machete, fue convertido en película en 2011 bajo la dirección de Jason Eisener y con Rutger Hauer en el papel protagonista.